# Кутузов, Николай Георгиевич
Николай Георгиевич Кутузов (17 декабря 1915 — 16 апреля 1991) — советский военный деятель, вице-адмирал-инженер, участник Великой Отечественной войны.

## Биография
Николай Георгиевич Кутузов родился 17 декабря 1915 года в деревне Чашково (ныне — Лихославльский район Тверской области). В 1937 году окончил три курса Ленинградского индустриального института. С того же года — на службе в Военно-морском флоте СССР. В 1940 году с отличием окончил артиллерийский факультет Военно-морской академии имени К. Е. Ворошилова, после чего был назначен помощником военного представителя на заводе № 232 Наркомата военно-морского флота СССР в Ленинграде. С марта 1941 года — на такой же должности на заводе № 371 в Ленинграде. Здесь его застало начало Великой Отечественной войны.
Во время Великой Отечественной войны Кутузов до весны 1942 года продолжал находиться в блокадном Ленинграде, выполняя обязанности помощника военпреда. В апреле-сентябре 1942 года работал в Сталинграде, на заводе № 221. В дальнейшем служил в Артиллерийском управлении Военно-морских сил СССР, пройдя путь от инженера-артиллериста до начальника отделения. В послевоенный период командировался в Германию, где вывозил в качестве трофеев железнодорожные артиллерийские установки, а также в Румынию для выполнения специального правительственного задания.
По возвращении в СССР Кутузов продолжал службу на высоких должностях в научно-технических подразделениях Военно-морского флота СССР. В 1958—1964 годах занимал пост заместителя начальника реактивного и артиллерийского вооружения ВМФ СССР. В 1964—1971 годах являлся членом Научно-технической комиссии по корабельным комплексам и одновременно помощником председателя Научно-технической комиссии Генерального штаба Вооружённых Сил СССР по технике ВМФ. В 1971 году был назначен заместителем начальника группы специалистов по основным проблемам развития вооружения и военной технике 13-го Управления Министерства обороны СССР. Под руководством Кутузова разрабатывались и принимались на вооружение новейшие на тот момент образцы реактивного и артиллерийского вооружения для кораблей ВМФ СССР. В мае 1976 года был уволен в запас.
Умер 16 апреля 1991 года. Похоронен на Ваганьковском кладбище.

## Награды
- Орден Отечественной войны 1-й степени (6 апреля 1985 года);
- 2 ордена Трудового Красного Знамени (1961, 1975);
- 2 ордена Красной Звезды (1953, 1967);
- Медаль «За оборону Сталинграда» и другие медали.